# Zuffa di dei marini

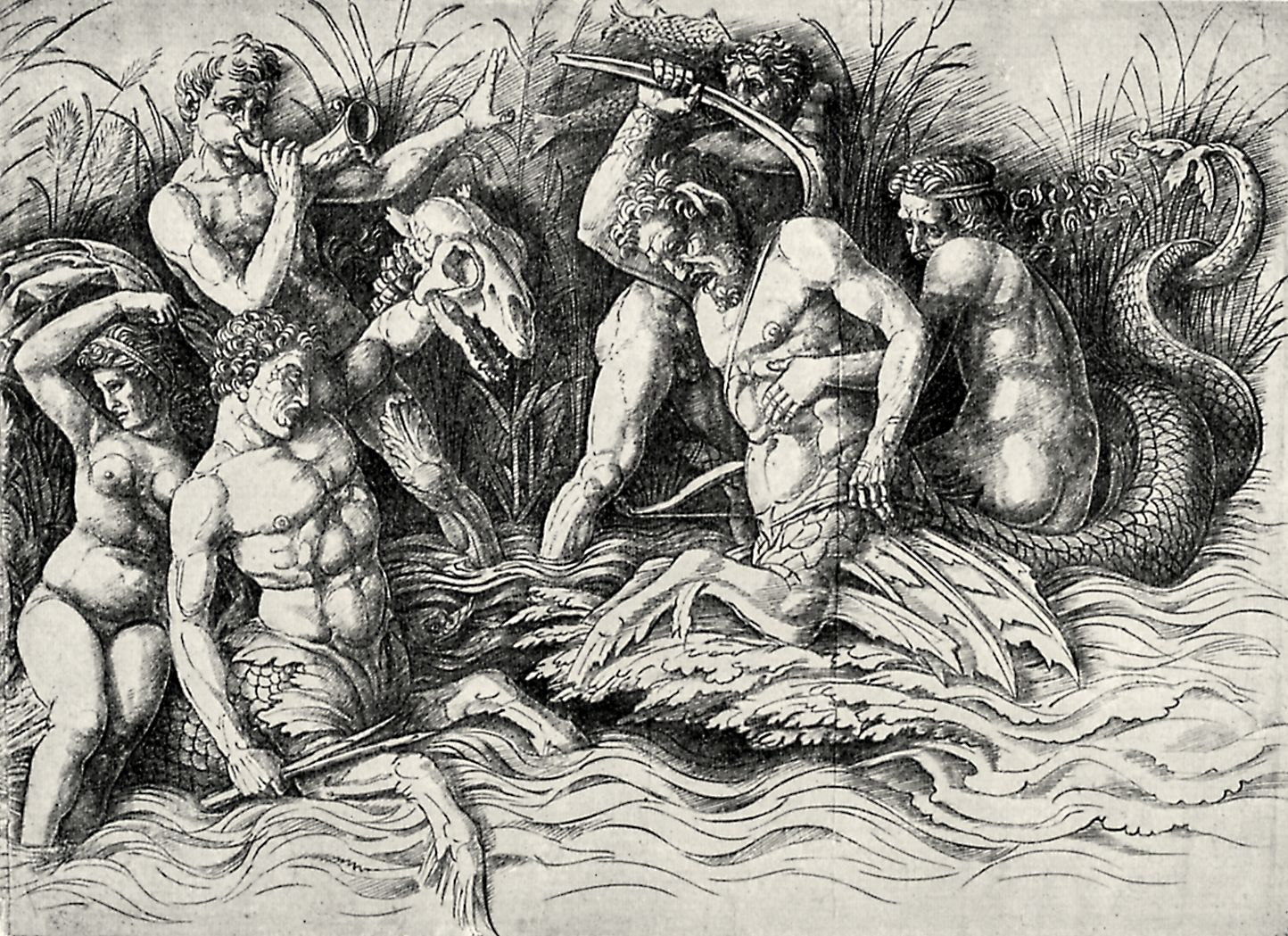
Dettaglio

La Zuffa di dei marini è un'incisione a bulino e puntasecca (28,3x82,6 cm) di Andrea Mantegna, databile tra il 1458 e il 1480 circa e conservata nelle collezioni del Duca di Devonshire e Chatsworth Settlement Trustee a Chatsworth nel Regno Unito.

## Storia
L'opera è una delle migliori tra una decina di incisioni assegnate o attribuite a Mantegna. Molto difficile è la datazione di queste opere, che spesso venivano tratte da dipinti e affreschi che in molti casi sono andati perduti. Per esempio la Zuffa viene messa in relazione a un fregio ad affresco che poteva far parte della decorazione di una delle residenze marchionali distrutte, come Cavriana, Goito (a cui lavorò nel 1458-1460 circa) o Revere (1463-1464) o ancora Bondanello (1478 circa). Spesso l'opera viene associata al Baccanale con Sileno, sempre nella collezione di Chatsworth, e al Baccanale con un tino, nel Metropolitan Museum of Art di New York.
Altri infine collocano l'attività incisoria alla fase più tarda della produzione dell'artista, dopo il viaggio a Roma.

## Descrizione e stile
La Zuffa mostra una serie di divinità che, in una sorta di palude e a cavallo di creature straordinarie quali cavalli e mostri marini, sono intente a una strenua lotta, colpendosi con varie armi (lance, frecce, mazze, ma anche teschi di animali o pesci legati a frusta). Tra di essi spuntano altri personaggi, come un suonatore di corno, e figure allegoriche, come l'Invidia (in alto a sinistra), che tiene in mano un cartiglio col proprio nome. Più complessa è l'interpretazione della statua del Nettuno girata e posta su un piedistallo davanti allo specchio, forse simboleggiante l'assenza della divinità che permette la furiosa battaglia.
Spicca nella scena rutilante l'urgenza delle azioni e delle passioni, che sono drammatizzate dall'uso di superfici scheggiate e linee spezzate. I personaggi, cristallizzati nella rappresentazione, sono un omaggio all'arte classica (si pensi solo alle scene di battaglia dei sarcofagi romani), ma la mancanza di una filologia archeologica permette altresì una rappresentazione più diretta e vitale.
Lo studioso tedesco Alfred Gotthold Meyer, nel 1900, è il primo a rilevare come i due rocchi inferiori delle colonne libere dell'altare di san Girolamo nella chiesa di San Francesco d'Assisi a Brescia presentino un originalissimo adattamento scultoreo ad andamento circolare, senza soluzione di continuità, della Zuffa del Mantegna, caso praticamente unico nella storia dell'arte. L'opera, sulla base di studi mirati condotti all'inizio del XXI secolo, è stata attribuita a Gasparo Cairano, principale esponente della scultura rinascimentale bresciana.